# Калтрано
Калтрано је насеље у Италији у округу Виченца, региону Венето.
Према процени из 2011. у насељу је живело 2422 становника. Насеље се налази на надморској висини од 253 м.

## Становништво
| 1951. | 1961. | 1971. | 1981. | 1991. | 2001. | 2011. |
| ----- | ----- | ----- | ----- | ----- | ----- | ----- |
| 2.267 | 2.106 | 2.058 | 2.223 | 2.329 | 2.545 | 2.607 |